# Rvačka kriplů
Rvačka kriplů (v anglickém originále Cripple Fight) je druhý díl páté řady amerického komediálního animovaného televizního seriálu Městečko South Park.

## Děj
Kluci ze South Parku chodí do skautského oddílu, který řídí Teplý Al. To se brzy začne protivit rodičům a Velký Teplý Al je vedením skautské organizace odvolán. Mezitím se kluci skamarádí s novým klukem jménem Jimmy, který chodí s berlemi, protože nemůže chodit. Nový velitel oddílu je pan Grazier, který chlapce vyfotí nahé a donutí je o tom před rodiči mlčet. Klukům se to nelíbí a chtějí zpět Teplého Ala. Sbírají podpisy pro přijímání gayů do skauta, ale mezi Timmym a Jimmym dojde ke rvačce, protože Jimmy chce, aby si Timmy vzal hloupý klobouk, což Timmy odmítne. Timmymu se také nelíbilo, že si Jimmy z něho dělal legraci, a už předtím se ho za to pokusil odstranit, když mu jako dárek dal Kennyho vestu. Rvačka připoutá pozornost širokého okolí a médií, čímž upozorní na manifestaci chlapců. Teplého Alla se rozhodne zastupovat Gloria Allredová, která s ním vyhraje případ u nejvyššího soudu. Teplý Al ale opustí od své žaloby, protože se mu nezdá soudní cesta jako dobrý nápad pro přesvědčení vedení skautingu. Al oznámí, že bude nadále bojovat za práva gayů, ale zároveň, že nechce vedení skautu nutit. FBI zatkne pana Graziera, známého jako tvrdá pěst, protože byl dlouho hledaným pedofilem. Timmy se nakonec Jimmyho zbaví tak, že pomocí fotomontáže vytvoří fotografii, na které je Jimmy zobrazen jako homosexuál, a tím ho nový vedoucí vyloučí.